# (8317) Эврисак
(8317) Эврисак (лат. Eurysaces, др.-греч. Εὐρυσάκης) — типичный троянский астероид Юпитера, движущийся в точке Лагранжа L4, в 60° впереди планеты. Астероид был открыт 24 сентября 1960 года американскими астрономами К. Й. ван Хаутеном, И. ван Хаутен-Груневельд и Томом Герельсом в Паломарской обсерватории и назван в честь Еврисака, персонажа древнегреческой мифологии.

Орбита астероида Эврисак и его положение в Солнечной системе